# Thụ thể bắt cặp với G protein

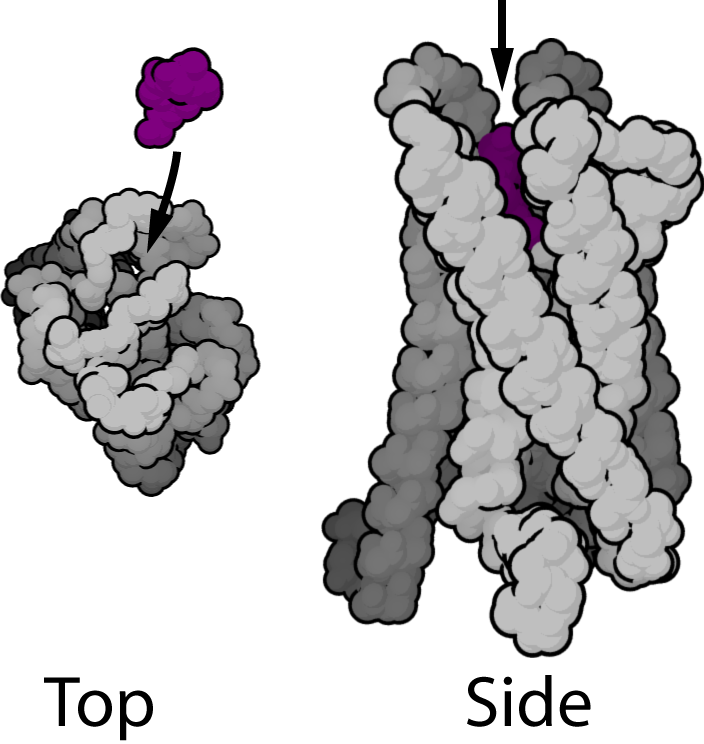
Một thụ thể giảm đau μ bắt cặp với G protein với chất kích thích của nó.

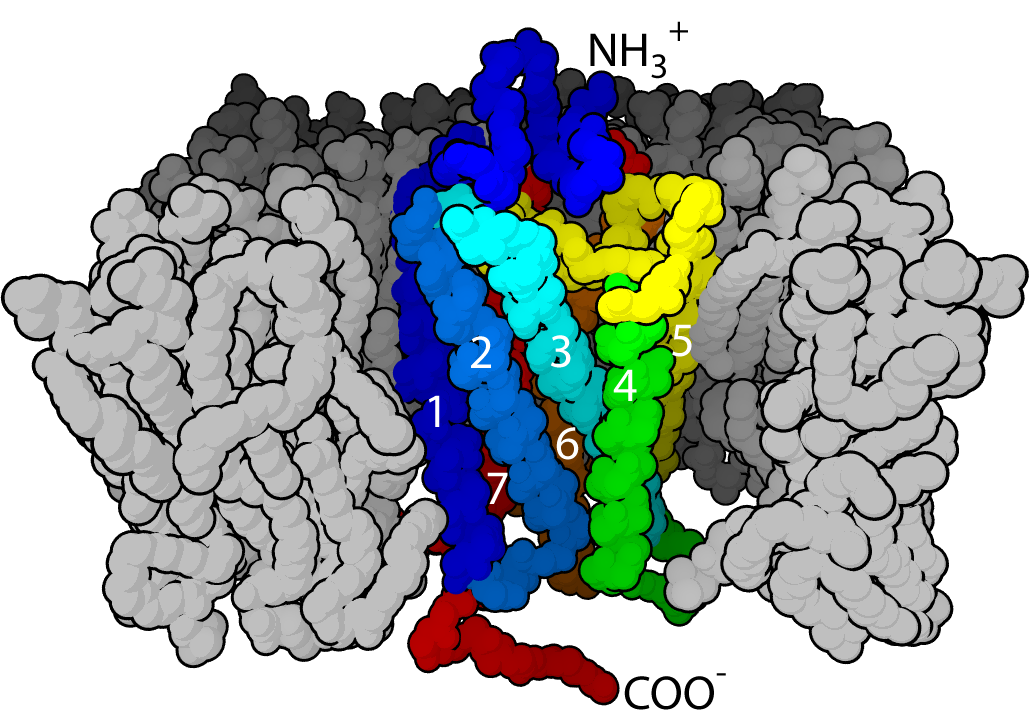
Một cấu trúc với bảy đoạn xoắn ốc α nằm trong lớp màng tế bào của một thụ thể bắt cặp với G protein.

Thụ thể bắt cặp với G protein (G protein-coupled receptor - GPCR), còn có tên là thụ thể bảy vực xuyên màng, thụ thể 7TMs, thụ thể bảy đoạn xoắn ốc (heptahelical receptor), thụ thể uốn khúc hình rắn (serpentine receptor), thụ thể liên kết với G protein (G protein-linked receptors - GPLR), là một họ protein lớn bao hàm những thụ thể màng sinh chất có khả năng cảm nhận được các phân tử bên ngoài tế bào và qua đó kích thích các quá trình truyền dẫn tín hiệu để dẫn đến kết quả cuối cùng là tạo ra phản ứng thích hợp cho tế bào. Thụ thể bắt cặp G protein chỉ được tìm thấy trong các sinh vật nhân chuẩn, bao gồm cả nấm men, trùng đuôi roi dạng phễu (choanoflagella), và động vật. Các phối thể bám vào và kích hoạt thụ thể G bao gồm các hợp chất nhạy cảm với ánh sáng, phân tử mùi hương, pheromone, kích hãm tố, và chất dẫn truyền thần kinh; các phối thể này rất đa dạng về kích thước từ những phân tử nhỏ cho đến các đoạn peptide hay các protein lớn. Thụ thể bắt cặp G protein có liên quan tới nhiều bệnh tật trong cơ thể và cũng là mục tiêu của khoảng 30 phần trăm số dược phẩm hiện nay.
Có hai quá trình dẫn truyền tín hiệu chủ yếu có sự góp mặt của thụ thể GCPR:
- quá trình AMP vòng và
- quá trình phosphatidylinositol.[4]

Khi một phối thể bám vào GPCR, nó khiến cấu hình của GPCR thay đổi và điều này cho phép GPCR hoạt động như một nhân tố trao đổi guanine nucleotide (guanine nucleotide exchange factor - GEF). Tức là GPCR sẽ hoạt hóa một G protein đi kèm với nó bằng việc trao đổi GDP của nó cho một GTP. Tiểu đơn vị α của protein cùng với GTP đó lúc này có thể tách rời khỏi các tiểu đơn vị β và γ để tác động đến các protein dẫn truyền tín hiệu nội bào hay các protein chức năng đích; cái này tùy thuộc vào tiểu đơn vị α thuộc vào loại gì (Gαs, Gαi/o, Gαq/11, Gα12/13).
GPCRs là một trong những mục tiêu quan trọng cho các thuốc điều trị đích, có khoảng 34% thuốc điều trị đích nhắm tới 108 thành viên của họ thụ thể này được phê chuẩn từ Hội quản lý thực phẩm và thuốc (FDA). Lượng bán ra toàn cầu của những loại thuốc này ước lượng là 180 tỉ đô US trong năm 2018.

## Phân loại
Số lượng của liên họ GPCR chưa được xác định chính xác, nhưng có ít nhất 831 Gen Người khác nhau (hay nói cách khác chiếm khoảng 4% trong bộ gen mã hóa cho protein) được dự đoán là mã hóa cho họ protein này từ kết quả phân tích Giải trình tự DNA từ bộ gen. Mặc dù có rất nhiều cách để phân loại được đưa ra, liên họ này về cơ bản được chia làm 3 nhóm chính (A,B, và C) mà không có trình tự tương đồng được phát hiện giữa các nhóm.
Nhóm lớn nhất là nhóm A, chiếm tới 85% của bộ gen của GPCR. Hơn nửa GPCRs nhóm A được dự đoán là mã hóa cho thụ thể khứu giác  (olfactory receptors), trong khi các thụ thể còn lại có phối tử (ligand) được biết là những hợp chất nội sinh (endogenous compounds) hoặc chưa được tìm ra và được xếp loại là các thụ thể mồ côi (orphan receptors). Bất chấp sự thiếu hụt về trình tự tương đồng giữa các nhóm, tất cả thụ thể GPCRs có cấu trúc và cơ chế dẫn truyền tín hiệu tương tự. Nhóm thụ thể rhodopsin A rộng lớn được chia nhỏ thêm nữa thành 19 nhóm nhỏ (A1-A19) 
Dựa vào hệ thống phân loại A-F, GPCRs có thể được chia thành 6 nhóm dựa trên trình tự tương đồng và chức năng tương tự:
- Nhóm A (hoặc 1) - thụ thể Rhodopsin và các thụ thể tương tự Rhodopsin
- Nhóm B (hoặc 2) - họ thụ thể Secretin
- Nhóm C (hoặc 3) - thụ thể Metabotropic glutamate mGluRs/pheromone
- Nhóm D (hoặc 4) - Fungal mating pheromone receptors
- Nhóm E (hoặc 5) - thụ thể AMP vòng
- Nhóm F (hoặc 6) - Frizzled/Smoothened

Gần đây, một hệ thống phân loại khác được gọi là GRAFS (Glutamate, Rhodopsin, Adhesion, Frizzled/Taste2, Secretin) đã được đề xuất cho GPCRs của động vật có xương sống. Chúng tương ứng với các nhóm cơ bản C, A, B2, F, and B.
Một nghiên cứu ban đầu dựa trên trình tự DNA gợi ý rằng bộ gen người mã hóa cho khoảng 750 GPCRs , trong đó khoảng 350 thụ thể có thể phát hiện nội tiết tố (hormones), các yếu tố tăng trưởng (growth factors), và các phối tử nội sinh khác. Có khoảng 150 GPCRs trong bộ gen người chưa được biết rõ về chức năng.
Một vài website dịch vụ và phương pháp dự đoán tin sinh học đã được áp dụng để phân loại GPCRs dựa trên trình tự amino acid của chúng, hay còn được coi là ứng dụng tổng hợp chuỗi amino acid giả (pseudo amino acid composition)

## Vai trò sinh lý
GPCR có mặt trong nhiều quá trình sinh lý của cơ thể, tỉ như:
1. Vai trò trong thị giác: GPCR opsin sử dụng một phản ứng quang đồng phân hóa để chuyển các bức xạ điện từ thành các tín hiệu tế bào. Ví dụ như rhodopsin sử dụng sự chuyển đổi võng mạc 11-cis thành võng mạc tất cả trans nhằm phục vụ mục đích này.
2. Vai trò trong khứu giác: thụ thể của biểu mô khứu giác bám vào các chất thơm (thụ thể chất thơm) và các pheromone (thụ thể xương lá mía).
3. Điều chỉnh tính khí và hành vi: các thụ thể trong não động vật có vú bám vào một số chất dẫn truyền thần kinh, bao gồm serotonin, dopamine, axít Gamma-aminobutyric (GABA), và glutamate.
4. Điều hòa các hoạt động của hệ miễn dịch và phản ứng sưng viêm: thụ thể chemokine bám vào các phối thể có vai trò trung gian giữa sự liên lạc của tế bào với hệ thống miễn dịch; các thụ thể như histamine bám vào các chất môi giới sưng viêm và tác động vào các tế bào đích trong phản ứng sưng viêm.
5. Truyền tín hiệu trong hệ thần kinh tự chủ: cả hệ thần kinh giao cảm và hệ thần kinh phó giao cảm đều được điều tiết bởi các quá trình liên quan tới GPCR, chúng chịu trách nhiệm trong việc kiểm soát nhiều chức năng tự động của cơ thể tỉ như huyết áp, nhịp tim và quá trình tiêu hóa.
6. Cảm nhận số phận của tế bào: vai trò mới của GPCR trong việc điều tiết "số phận" của tế bào.

## Cấu trúc
GPCR là một protein xuyên màng trong đó bảy vực của nó nằm xuyên qua lớp màng sinh chất, chúng là các chuỗi xoắn xuyên màng. Phần nằm bên ngoài tế bào của thụ thể có thể được glycosylat hóa. Các vòng nằm ở bên ngoài tế bào của GCPR cũng bao hàm các cysteine hình thành nên các liên kết disulfide để ổn định cấu trúc của thụ thể. Một vài protein xoắn xuyên màng (channelrhodopsin) giống như GPCR có thể bao hàm các kênh ion nằm trong protein đó.
Các mô hình cấu trúc ban đầu về các GPCR được xây dựng phỏng theo các nghiên cứu về bacteriorhodopsin, theo đó một cấu trúc đã được xác minh dựa trên sự nhiễu xạ điện tử (PDB: 2BRD, 1AT9) và phương pháp tinh thể học tia X (1AP9). Vào năm 2000, cấu trúc tinh thể đầu tiên của GPCR của động vật có vú (rhodopsin của bò (1F88) đã được tìm ra. Trong khi cấu trúc đặc trưng - tức bảy chuỗi xoắn xuyên màng - được bảo tồn cao, hướng xoắn tương đối của các chuỗi xoắn này khác nhiều so với bacteriorhodopsin. Năm 2007, cấu trúc đầu tiên của GPCR người (2R4R, 2R4S) đã được tìm ra. Sự kiện này được nối tiếp bởi một cấu trúc độ phân giải cao hơn của cùng một thụ thể (2RH1). Cấu trúc của thụ thể GPCR β2-adrenergic này rất giống với cấu trúc của rhodopsin bò xét về hướng xoắn của bảy chuỗi xoắn xuyên màng, tuy nhiên cấu hình của vòng nằm ngoài tế bào thứ hai thì khác nhau hoàn toàn. Vì vòng này cấu thành một cái nắp che phủ vị trí bám của phối thể, sự khác nhau ở vòng này cho thấy những khó khăn trong việc xây dựng mô hình tương đồng của toàn bộ hệ GPCR nếu chỉ dựa vào mỗi cấu trúc của rhodopsin.